# 淡水湖 (双湖县)
淡水湖位于中国西藏自治区那曲市双湖县境内，位于双湖县北部，可可西里山南麓一山间盆地内，西南通过一条小河与若拉错相连，湖面高出若拉错湖面3米。湖面海拔4810米，面积22.2平方公里。湖水主要靠冰雪融水径流补给，集水区面积880平方公里。